# Reynolds (Nebraska)
Reynolds – wieś w Stanach Zjednoczonych, w stanie Nebraska, w hrabstwie Jefferson.